# CSI: Miami helyszínelők (hetedik évad)
Az itt található lista az CSI: Miami helyszínelők című televíziós sorozat hetedik évadjának epizódjait tartalmazza. Az évad eredeti sugárzása a CBS-en 2008. szeptember 22. és 2009. május 18. között volt.
Ebben az évadban Alexx Woods helyére Dr. Tara Price érkezik.
| #    | Magyar cím | Eredeti cím                        | Rendező             | Író                        | Eredeti premier      | No. # |
| ---- | --- | ---------------------------------- | ------------------- | -------------------------- | -------------------- | ----- |
| 7x1  | „Feltámadás” | „Resurrection”                     | Joe Chappelle       | Barry O'Brien              | 2008. szeptember 22. | 143   |
| 7x1  | A csapat nem adja fel, és mindent megtesz azért, hogy megtalálják azt, aki lelőtte Horatiót. A bizonyíték elvezeti őket a Miamiban lévő legveszélyesebb emberekhez, és mint kiderül, az egyik ilyen ember közülük való...        |                                    |                     |                            |                      |       |
|      | |                                    |                     |                            |                      |       |
| 7x2  | „Nem tüzelünk újra” | „Won't Get Fueled Again”           | Matt Earl Beesley   | Corey Evett & Matt Partney | 2008. szeptember 22. | 144   |
| 7x2  | Miami lakosai elkezdik öldösni egymást, miután az üzemanyag árak az egekbe szöknek. A helyszínelők találkoznak Miami legbrutálisabb bűnszövetkezetével. A csapathoz új törvényszéki szakértő érkezik, Tara Price személyében.    |                                    |                     |                            |                      |       |
|      | |                                    |                     |                            |                      |       |
| 7x3  | „És milyen érzés ölni?” | „And How Does That Make You Kill?” | Sam Hill            | Tamara Jaron               | 2008. október 6.     | 145   |
| 7x3  | Amikor Delko terapeutájának a lányát meggyilkolják, Horatiónak és a csapatnak még azelőtt kell megtalálniuk a gyilkost, mielőtt Delko legsötétebb titkai a napvilágra kerülnek.                                                  |                                    |                     |                            |                      |       |
|      | |                                    |                     |                            |                      |       |
| 7x4  | „Őrjöngő kannibál” | „Raging Cannibal”                  | Gina Lamar          | Brian Davidson             | 2008. október 13.    | 146   |
| 7x4  | Egy brutális kettős gyilkosság az Evergladesben szembeállítja Horatiót és a csapatot Miami orosz gengsztereinek a nyers erőszakával.                                                                                             |                                    |                     |                            |                      |       |
|      | |                                    |                     |                            |                      |       |
| 7x5  | „Bomba” | „Bombshell”                        | Eric Mirich         | Marc Dube                  | 2008. október 20.    | 147   |
| 7x5  | Mikor a helyszínelők egy gyilkossági ügyben nyomoznak, amelyet Miami egyik butikjában követtek el, Horatio rájön, hogy Julia ingatagsága miatt olyan, akár egy időzített bomba.                                                  |                                    |                     |                            |                      |       |
|      | |                                    |                     |                            |                      |       |
| 7x6  | „Mentőosztag” | „Wrecking Crew”                    | Joe Chappelle       | Corey Miller               | 2008. november 3.    | 148   |
| 7x6  | Calleigh és Eric egy tanú vallomását nézik át, és intéznék az átszállítását a bíróságra, amikor egy daru belerohan az épületbe.                                                                                                  |                                    |                     |                            |                      |       |
|      | |                                    |                     |                            |                      |       |
| 7x7  | „Csalóka halál” | „Cheating Death”                   | Sam Hill            | Krystal Houghton           | 2008. november 10.   | 149   |
| 7x7  | Egy férfit megbilincselve és leszúrva találnak a szállodai szobájában. Egy csíny a laborban repedést okoz a csapatban és fenyegeti a vizsgálat eredményét. - Vendégszereplő: Lucy Lawless                                        |                                    |                     |                            |                      |       |
|      | |                                    |                     |                            |                      |       |
| 7x8  | „Elveszett baba” | „Gone Baby Gone”                   | Carey Meyer         | Dominic Abeyta             | 2008. november 17.   | 150   |
| 7x8  | Egy csecsemőt fényes nappal elrabolnak az anyja karjaiból. A csapatnak versenyeznie kell az idővel, hogy megtalálják a babát. - Vendégszereplő: Teri Polo                                                                        |                                    |                     |                            |                      |       |
|      | |                                    |                     |                            |                      |       |
| 7x9  | „Az áram útja” | „Power Trip”                       | Joe Chappelle       | Corey Evett & Matt Partney | 2008. november 24.   | 151   |
| 7x9  | Amikor egy fékeveszett gyilkos tombol Miamiban, Horationak közbe kell lépnie és meg kell akadályoznia, hogy a karhatalom egyik tagja túl közel kerüljön az ügyhöz.                                                               |                                    |                     |                            |                      |       |
|      | |                                    |                     |                            |                      |       |
| 7x10 | „A DeLuca motel” | „The DeLuca Motel”                 | Gina Lamar          | Sunil Nayar                | 2008. december 8.    | 152   |
| 7x10 | Horatio Eric múltjában kutat, hogy megtalálja azt a gyilkost, aki azt a szállót vette célba, amiben Eric megszállt. |                                    |                     |                            |                      |       |
|      | |                                    |                     |                            |                      |       |
| 7x11 | „Fordulópont” | „Tipping Point”                    | Marco Black         | Brian Davidson             | 2008. december 15.   | 153   |
| 7x11 | A helyiek segítenek a helyszínelőknek abban a harcban, amelyben szeretnék megállítani, hogy egy erőszakos utcai banda átvegye a hatalmat a területük felett.                                                                     |                                    |                     |                            |                      |       |
|      | |                                    |                     |                            |                      |       |
| 7x12 | „Vezető eset” | „Head Case”                        | Sam Hill            | Tamara Jaron               | 2009. január 12.     | 154   |
| 7x12 | Amikor a helyszínelők rátalálnak egy vérben fürdő férfira, aki nem emlékszik semmire, egy forradalmian új technológia segítségével kezdenek el nyomozni az ügyben.                                                               |                                    |                     |                            |                      |       |
|      | |                                    |                     |                            |                      |       |
| 7x13 | „Futottak még” | „And They're Offed”                | Matt Earl Beesley   | Barry O'Brien              | 2009. január 19.     | 155   |
| 7x13 | Amikor egy lóversenyen gyilkosság történik, Horatio rájön, hogy Ryan-nek köze van a bűntényhez. |                                    |                     |                            |                      |       |
|      | |                                    |                     |                            |                      |       |
| 7x14 | „A helyszínelőd füstöt nyelt” | „Smoke Gets in Your CSI's”         | Joe Chappelle       | Krystal Houghton           | 2009. február 2.     | 156   |
| 7x14 | Alexx Woods visszatér, amikor egy gyilkossági nyomozás során Calleigh és Ryan élete veszélybe kerül. Egy házban egy rothadófélben lévő hullát találnak a padláson. Majd valaki lenről rájuk lő és rájuk gyújtja a házat.         |                                    |                     |                            |                      |       |
|      | |                                    |                     |                            |                      |       |
| 7x15 | „Vélhetően bűnös” | „Presumed Guilty”                  | Larry Detwiler      | Corey Miller               | 2009. február 9.     | 157   |
| 7x15 | Horatio és a csapata szembekerülnek egy dörzsölt védőügyvéddel, aki egy kliensének a gyilkosságát próbálja fedezni. - Vendégszereplő: Sean "P.Diddy" Combs                                                                       |                                    |                     |                            |                      |       |
|      | |                                    |                     |                            |                      |       |
| 7x16 | „Vagy megszökik, vagy megszokik” | „Sink or Swim”                     | Sam Hill            | Marc Dube                  | 2009. március 2.     | 158   |
| 7x16 | Amikor egy csapat kalóz elköt egy luxushajót, Delko helyszínelői karrierje és Calleigh-vel való kapcsolata is magasabb szintre lép. - Vendégszereplő: Sean "P.Diddy" Combs                                                       |                                    |                     |                            |                      |       |
|      | |                                    |                     |                            |                      |       |
| 7x17 | „Válóbuli” | „Divorce Party”                    | Karen Gaviola       | Corey Evett & Matt Partney | 2009. április 21.    | 159   |
| 7x17 | A helyszínelők sokkoló felfedezésre jutnak az áldozatukról, amíg Horatio megpróbálja kimenteni Kyle-t Julia kezei közül. |                                    |                     |                            |                      |       |
|      | |                                    |                     |                            |                      |       |
| 7x18 | „A repülés kockázata” | „Flight Risk”                      | Joe Chappelle       | Sunil Nayar                | 2009. március 16.    | 160   |
| 7x18 | Amikor megölnek egy stewardesst, a helyszínelők a nyomozás során a repülőgép társaság minden kis piszkos titkára rájönnek. |                                    |                     |                            |                      |       |
|      | |                                    |                     |                            |                      |       |
| 7x19 | „Célpont meghatározása” | „Target Specific”                  | Sam Hill            | Tamara Jaron               | 2009. március 23.    | 161   |
| 7x19 | Miami gazdag személyei kerülnek a célkeresztbe, és a bizonyítékok arra mutatnak, hogy az orosz maffia áll a háttérben. |                                    |                     |                            |                      |       |
|      | |                                    |                     |                            |                      |       |
| 7x20 | „Báránybőrbe bújt farkas” | „Wolfe In Sheep's Clothing”        | Carey Meyer         | Krystal Houghton           | 2009. március 30.    | 162   |
| 7x20 | Egy ismeretlen támadó miatt Wolfe elrejti a bűntény egyik bizonyítékát, azért, hogy megmentsen egy elrabolt gyermeket. |                                    |                     |                            |                      |       |
|      | |                                    |                     |                            |                      |       |
| 7x21 | „Vágd darabokra” | „Chip/Tuck”                        | Allison Liddi-Brown | Brian Davidson             | 2009. április 13.    | 163   |
| 7x21 | Egy gyilkossági ügy, melynek extrém plasztikai műtéthez is köze van, elvezeti Horatio-t Ron Saris-hez, aki életben van és bosszút akar állni Julia-n. - Vendégszereplő: Brooke Burns                                             |                                    |                     |                            |                      |       |
|      | |                                    |                     |                            |                      |       |
| 7x22 | „Holtodiglan” | „Dead on Arrival”                  | Gina Lamar          | Corey Miller               | 2009. április 27.    | 164   |
| 7x22 | Amikor az egyik TV műsor sztárját megölik, a helyszínelők belecsöppennek a tévéshow-k világába. |                                    |                     |                            |                      |       |
|      | |                                    |                     |                            |                      |       |
| 7x23 | „Járulékos veszteség” | „Collateral Damage”                | Sam Hill            | Marc Dube                  | 2009. május 4.       | 165   |
| 7x23 | Amikor egy családra gránátokkal támadnak rá, Horatio és csapata megkezdi a nyomozást. |                                    |                     |                            |                      |       |
|      | |                                    |                     |                            |                      |       |
| 7x24 | „Elolvadás” | „Dissolved”                        | Matt Earl Beesley   | Corey Evett & Matt Partney | 2009. május 11.      | 166   |
| 7x24 | Horatio és a csapat egy olyan férfi halálát vizsgálják, akit élve megfőztek. Eközben Julia elveszti a önkontrollját és az egyik csapattagról sötét titkok kerülnek napfényre.                                                    |                                    |                     |                            |                      |       |
|      | |                                    |                     |                            |                      |       |
| 7x25 | „Vörös látomás” | „Seeing Red”                       | Joe Chappelle       | Barry O'Brien              | 2009. május 18.      | 167   |
| 7x25 | Az évadzáró epizódban; Horatio azért harcol, hogy megmentse Yelina életét, eközben Eric vér szerinti apjának próbál segíteni, bár Calleigh próbálja lebeszélni róla, de Eric nem hallgat rá és a saját életét sodorja veszélybe. |                                    |                     |                            |                      |       |
|      | |                                    |                     |                            |                      |       |